# Mezinárodní cena vévody z Edinburghu
Mezinárodní cena vévody z Edinburghu (anglicky The Duke of Edinburgh's International Award, zkráceně též DofE) je mezinárodní program pod záštitou britské královské rodiny, který motivuje k osobnímu rozvoji všechny mladé lidi ve věku od 14 do 24 let. Cílem programu je podpořit komplexní rozvoj schopností a dovedností mladých lidí skrze dlouhodobé a pravidelné aktivity ve čtyřech provázaných oblastech: rozvoji dovednosti, pohybu, dobrovolnictví a dobrodružné expedici. Účastníci mohou získat při splnění programu mezinárodně uznávaný certifikát – bronzový (minimálně 6 měsíců plnění), stříbrný (min. 12 měsíců plnění) a zlatý (min. 18 měsíců plnění).

## Historie programu
Program byl založen roku 1956 princem Philipem, vévodou z Edinburghu, manželem britské královny Alžběty II. Nejprve byl program pouze „pro chlapce“ ve věku 15 až 18 let. Poprvé ho spravoval a z velké části navrhl John Hunt, který vedl první úspěšný výstup na Mount Everest v roce 1953 a odešel z armády, aby Cenu vévody z Edinburghu řídil. Program byl navržen tak, aby přilákal chlapce, kteří neměli zájem připojit se k jednomu z hlavních britských mládežnických hnutí, jako je Skautská asociace. K účasti nebylo nutné „vstupovat“ do žádné organizace nebo nosit uniformu. Během prvních 12 měsíců se do programu zapsalo 7 000 chlapců.
V listopadu 1957 bylo oznámeno, že se budou moct účastnit také dívky. Dne 19. června 1958 byla cena rozšířena na dívky, přičemž prvním dívkám bylo povoleno se účastnit od 1. září 1958. Program pro dívky nebyl stejný jako pro chlapce a byl pro dívky ve věku 14 až 20 let. První dívky obdržely své zlaté ceny 3. listopadu 1959 v Buckinghamském paláci. Od ledna 1965 byla Zlatá cena pro chlapce a dívky více podobná.
První zlaté ceny byly získány v roce 1958 a v roce 1959 byla založena charita. V roce 1969 byl zahájen jednotný program pro mladé lidi ve věku 14 až 21 let a v roce 1980 byl rozšířen na osoby do 25 let.

### Česká republika
V ČR program působí od roku 1995. DofE u nás poprvé představila golfová šampionka z prvorepublikového období, Lady Luisa Abrahams. V roce 1995 byl program pod záštitou Ministerstva školství spuštěn v prvních 30 institucích.

## O programu
Mladí lidé se do programu zapojují dobrovolně, prostřednictvím certifikovaných místních center programu DofE po celé České republice (ZŠ, SŠ, DD, DDM, SVČ, VŠ, sportovní kluby, obce a NNO). V každé takové instituci je k dispozici vedoucí DofE (pedagog, vedoucí kroužku atd.), s jehož pomocí si mladí lidé v rámci  rozvoje dovednosti, pohybu, dobrovolnictví a dobrodružné expedice stanovují individuální cíle, kterých chtějí v daných aktivitách dosáhnout. Posilují tak svou zodpovědnost a vytrvalost, poznávají a překonávají sami sebe a získávají nové dovednosti, užitečné pro další studium a práci. 
Účastník si zvolí aktivity a cíle ve 3 oblastech DofE: pohyb, dovednost a dobrovolnictví. Každé aktivitě se pak věnuje 1 hodinu týdně, to znamená dohromady program zabere 3 hodiny týdně. Na závěr ještě absolvuje týmovou expedici v přírodě.

### Dovednost
Jedná se o libovolnou dovednost, ve které se chce účastník zlepšit, například hra na hudební nástroj, malování, čtení knih nebo další. Účastník si stanoví svůj cíl, kterého chce dosáhnout, například zahrání určité písničky. Účastník se tedy po dobu plnění programu věnuje zvolené činnosti a ukončuje jí, buď po minimálním časovém období (dle úrovně, kterou plní, viz níže) a splnění vytyčeného cíle, nebo po delší době a splnění vytyčeného cíle.

### Pohyb
Účastník si vybere libovolnou pohybovou aktivitu a cíl, kterého chce dosáhnout. Dle úrovně se po určitou dobu věnuje této aktivitě a usiluje o splnění svého cíle. Cíl i aktivitu si vybírá účastník.

### Dobrovolnictví
Účastník si sám vybere dobrovolnou činnost, kterou po schválení koordinátorem vykonává po dobu, po kterou plní program.

### Expedice
Účastníci v týmu vyrazí do přírody na výpravu s vytyčeným cílem. Expedice se délkou a náročností liší podle úrovně. Bronzová expedice trvá 2 dny a 1 noc, stříbrná 3 dny a 2 noci a zlatá 4 dny a 3 noci.

### Rezidenční projekt
Je určen pro účastníky zlaté úrovně. Musí trvat minimálně 5 dní a 4 noci a musí být v neznámém prostředí a neznámými lidmi. Může se jednat o tábor, kurz, dobrovolnický projekt, či jiné podobné akce.

## Úrovně programu
Program má celkem 3 úrovně - bronzovou, stříbrnou a zlatou.

### Bronzová úroveň
Bronzovou úroveň lze plnit od 14 let. Rozvoj dovednosti, dobrovolnictví a pohyb musí trvat minimálně 3 měsíce, jedna aktivita pak musí být jako nejdelší v délce 6 měsíců. Expedice musí trvat minimálně 2 dny a 1 noc.
Úspěšný účastník po splnění úrovně obdrží bronzový odznak a certifikát o splnění úrovně.

### Stříbrná úroveň
Stříbrnou úroveň lze plnit od 15 let. Pokud účastník nesplnil bronzovou úroveň, rozvoj dovednosti, dobrovolnictví a pohyb musí trvat minimálně 6 měsíců, jedna aktivita pak musí být jako nejdelší v délce 12 měsíců. Pro držitele bronzové úrovně je minimální doba trvání plnění úrovně 6 měsíců, nejdelší aktivitu již plnit nemusí. Expedice musí trvat minimálně 3 dny a 2 noci.
Úspěšný účastník po splnění úrovně obdrží stříbrný odznak a certifikát o splnění úrovně.

### Zlatá úroveň
Zlatou úroveň lze plnit od 16 let. Pokud účastník nesplnil stříbrnou úroveň, rozvoj dovednosti, dobrovolnictví a pohyb musí trvat minimálně 12 měsíců, jedna aktivita pak musí být jako nejdelší v délce 18 měsíců. Pro držitele stříbrné úrovně je minimální doba trvání plnění úrovně 12 měsíců. Expedice musí trvat minimálně 4 dny a 3 noci. Součástí úrovně je též akce s pobytem, která musí být v neznámém prostředí s neznámými lidmi a musí trvat minimálně 5 dní a 4 noci.
Úspěšný účastník po splnění úrovně obdrží zlatý odznak a certifikát o splnění úrovně.

## Program v České republice
V roce 2023 program DofE plnilo 9200 mladých lidí za aktivní podpory 1650 vzdělavatelů, vedoucích, učitelů či vychovatelů v celkem 349 vzdělávacích organizacích zapojených do programu. Program tak neustále vykazuje signifikantní nárůst a zvyšující se počet zapojených vzdělávacích institucí, vedoucích a účastníků. V roce 2023 se zapojilo 60 nových institucí  a bylo proškoleno 670 vedoucích. 
V České republice je poskytování vzdělávacího programu DofE realizováno Národní kanceláří, která úzce spolupracuje se zapojenými vzdělávacími institucemi, provádí školení nových vedoucích, pomáhá s rozjezdem nových center programu, uskutečňuje audity a podporuje stávající centra v jejich rozvoji. 
Program DofE se od roku 2019 zapojil do celosvětové kampaně Mezinárodní ceny vévody z Edinburghu, která nese název #WorldReady. Jejím cílem je motivovat mladé lidi, aby na sobě pracovali a připravovali se na to, co je čeká při dalším studiu, kariéře a životě.

## Přínosy programu pro mladé lidi a vzdělavatele
- Účinný nástroj pro práci s mladými lidmi
- Rozvoj kritického a kreativního myšlení
- Rozvoj práce v týmu, komunikace, posílení klíčových kompetencí
- Aktivní propojení žáků a jejich pedagogů
- Zvýšení kvalifikace pedagogů skrze školení akreditovaná MŠMT
- Prestižní program pod záštitou britské královské rodiny a českých osobností
- Možnost účasti na mezinárodních výměnných projektech programu
- Navázání spolupráce a partnerství se školami a vzdělávacími institucemi doma i v zahraničí
- Rozvíjení dialogu a spolupráce v komunitách, snížení a prevence násilí a šikany
- Finanční podpora pro školu, vedoucí i účastníky v rámci Fondu DofE

## Patroni
Patroni programu DofE jsou většinou osobnosti, které se proslavili tím, že překonali nějakou výzvu.
Mezi patrony v ČR patří:
- Jakub Vágner
- Dan Přibáň
- Klára Kolouchová
- Michael Londesborough
- Marek Eben
- Taťána le Moigne
- Taťána Kovaříková
- Klára Nademlýnská
- Lejla Abbasová
- Zuzana Bahulová
- Šárka Strachová

## Partneři
Program DofE má řadu partnerů, kteří ho podporují. Generálními partnery jsou ČEZ a.s. a Nadace ČEZ. 
Mezi zlaté partnery se dále řadí společnosti OKIN Group, Wood & Company, České Radiokomunikace, Energetický a průmyslový holding a.s., Allen Overy Shearman Sterling LLP, organizační složka, Progresus Invest Holding a GasNet. 

## Další národy
Ceny po vzoru Ceny vévody z Edinburghu jsou udělovány sponzorskými organizacemi přidruženými k Asociaci mezinárodní ceny vévody z Edinburghu ve 144 zemích: 29 se nachází v Americe; 36 v Africe; 32 v zemích Asie a Tichomoří; a 47 v Evropě, kolem Středozemního moře a v arabských zemích. Prestiž, rozsah a povědomí o těchto cenách se v jednotlivých zemích liší. Například ve Spojených státech se programu ročně účastní pouze asi 7 000 osob z odhadovaných 47 milionů způsobilých osob ve věku 14 až 24.

### Austrálie
Cena byla v Austrálii založena v roce 1959 z iniciativy sira Adriena Curlewise (syna Herberta Curlewise) v roce 1958. Do roku 1962 byla cena dostupná ve všech státech a teritoriích a dnes více než 28 000 mladých Australanů zahajuje bronzovou, stříbrnou nebo zlatou cenu každý rok.
Více než 775 000 mladých Australanů už má svou cenu dokončenou.
Mezinárodní cenu vévody z Edinburghu lze nalézt na více než 1200 místech a institucích po celé Austrálii, včetně měst, venkova a odlehlých oblastí, prostřednictvím vládních a nezávislých škol, univerzit, domorodých komunit, programů na podporu uprchlíků, zadržovacích středisek, komunitních organizací, skupin zdravotně postižených a dalších programů pro mládež.
Národním předsedou je v současnosti Gary Nairn a národním generálním ředitelem je Peter Kaye. Larry Anthony je předsedou Ceny přátel vévody z Edinburghu v Austrálii a Andrew Murray je místopředsedou.

### Ghana
Program v Ghaně se jmenuje Cena hlavy států. Začal v roce 1967 a do roku 2021 se ho zúčastnilo asi 750 000 mladých lidí.

### Indie
Indie uděluje „Mezinárodní cenu pro mladé lidi“ mládeži, která dokončí program sebezdokonalování založený na modelu Ceny vévody z Edinburghu. Program byl poprvé představen v Indii v roce 1962 a původně jej provozovala Konference indických veřejných škol. Navzdory dlouhé historii programu v Indii se ročně účastní pouze asi 19 000 mladých lidí. Stejně jako v mnoha jiných zemích jsou ceny v Indii udělovány ve třech úrovních – zlatá, stříbrná a bronzová – na základě složitosti a časové náročnosti projektů provedených jednotlivými účastníky ceny.

### Irsko

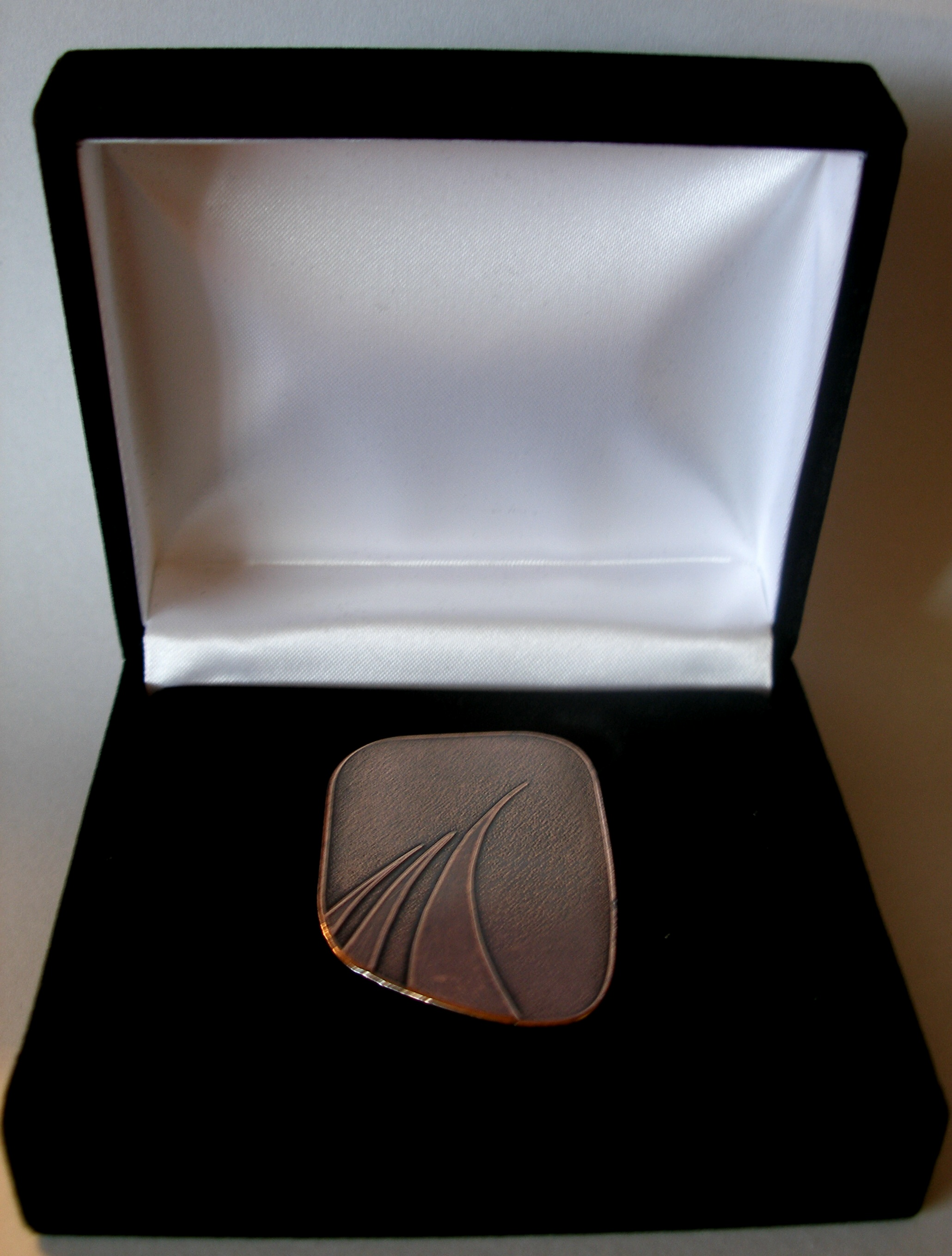
Gaisce – Cena prezidenta

„Gaisce – Cena prezidenta“ (irsky: Gaisce – Gradam an Uachtaráin) byla založena pod záštitou irského prezidenta 28. března 1985. V roce 1988 se připojila k Mezinárodní asociaci cen vévody z Edinburghu.

### Kanada
První ceremoniál udílení Ceny vévody z Edinburghu v Kanadě se konal v roce 1964. Do roku 2011 obdrželo cenu za 57letou historii programu přibližně 500 000 Kanaďanů. V roce 2013 oznámila Royal Bank of Canada grant ve výši 1 milionu USD na pomoc s financováním marketingových a propagačních snah o zvýšení povědomí o programu.

### Kypr
Účast v soutěži je k dispozici již mnoho let.

### Spojené státy
V USA je cena nabízena prostřednictvím organizace „The Duke of Edinburgh’s International Award USA“ se sídlem v Chicagu. Účastní se jich různé školy a některé skautské rady.

### Svazijsko
„Cena prince Makhosiniho“ měla od roku 2013 3000 účastníků.